# Amanita vaginata
Amanita vaginata (también llamada, en España, cucumela o amanita enfundada) es un hongo basidiomiceto del orden Agaricales, que habita tanto bosques de coníferas como de frondosas, de Europa. Su cuerpo fructífero brota desde mediados de verano a mediados de otoño. Es una seta comestible después de cocida, aunque no demasiado apreciada, por su fragilidad. El epíteto específico vaginata significa "con vaina, enfundada". Al igual que A. fulva, pertenece al subgénero Amanita, sección Vaginatae, de la que es la especie tipo y en la que se clasifican unas 13 especies, todas ellas sin anillo, de diversos colores –blanco, gris o marrón en varias tonalidades– y de aspecto parecido.

## Descripción
La seta posee un sombrero grisáceo, de entre 6 y 10 centímetros de diámetro, inicialmente acampanado, que se aplana conforme madura el cuerpo fructífero. En su etapa plana, muestra un pequeño mamelón en el centro. Tiene un borde estriado muy llamativo. Las láminas son libres, blancas y muy apretadas. El pie mide entre 12 y 15 centímetros de largo, ligeramente cebreado, delgado y más estrecho en la parte más cercana al sombrero. Puede ser blanco o gris pardusco claro. Presenta volva blanca y lobulada. Su carne es blanca, frágil y de olor y sabor poco marcados.